# Аутовегетативно размножавање
Аутовегетативно размножавање је размножавање биљака чије се методе заснивају на способности реституције, односно регенерације (надокнаде недостајућих делова), за разлику од хетеровегетативног размножавања где су сврстане све оне методе у чијој основи је способност међусобног срастања ткива различитих индивидуа. Неке методе је тешко сврстати у неку од ове две група јер представљају прелазне облике или комбинацију стандардних метода. Таква је, нпр,  метода у којој се врши окулирање на неожиљену резницу „stenting“.

## Етимологија
Код аутовегетативних метода биљка се развија на сопственом корену (αυτος - сопствени), за разлику од калемљења где племка, део који се пресађује, усваја коренов систем подлоге и развија се на њему, па је то хетеровегетативно размножавање, од грчког ετερος - различит, други, због различитости корена и надземног дела.

## Подела
Аутовегетативно размножавање може се поделити на групу метода код којих се новоразмножена индивидуа одваја од материнске тек по формирању сопственог корена (постризогене методе), каква је дељење, загртање и полегање, или су пропагуле - будуће индивидуе у тренутку одвајања без корена (преризогене методе). Преризогене методе обухватају резнице и културу ткива. Свака од ових метода има по неколико различитих варијанти.
Која од варијанти ће се применити зависи од таксона па се постризогене методе примењују за оне који се слабо ожиљују и представљају алтернативу калемљењу, а преризогене методе користе се за лакоожиљујуће таксоне. У оквиру постризогених метода полегање је за врсте које имају еластичне изданке док је загртање погодније за врсте са кртим изданцима који би се поломили савијањем ка земљи.
- Маркотирање сибирског бреста (варијанта загртања).
- Полегање магнолије.
- Коренске резнице међуврсног клона бреста (U. 'Dodoens').
- Ожиљена зелена резница клона кинеског бреста 'Nana Variegata'.
- Култура меристема лангја бреста.